# فرودگاه امیانز – گلیسی
فرودگاه امیانز – گلیسی (به انگلیسی: Amiens – Glisy Aerodrome) (به زبان بومی: Aérodrome d'Amiens - Glisy) یک فرودگاه همگانی با کد یاتا QAM است که یک باند فرود آسفالت دارد و طول باند آن ۱۳۰۰ متر است. این فرودگاه در شهر امیان کشور فرانسه قرار دارد و در ارتفاع ۶۳ متری از سطح دریا واقع شده است.